# Slotlaan (Montfoort)
De Slotlaan is een straat in de buurtschap Achthoven in de Nederlandse gemeente Montfoort. De straat verbindt Achthoven West met de Provinciale weg 228.

## Provinciale weg
Vroeger maakte de Slotlaan deel uit van de provinciale weg die toen nog een ander traject volgde. Stille getuigen hiervan zijn de Mussertpalen die nog in de berm te vinden zijn.

## Naam
De straat dankt haar naam aan de vele leden van de familie Slot die aan deze straat wonen.
Achterstraat ·
Blindeweg ·
Bovenkerkweg ·
De Plaats ·
Doeldijk ·
Havenstraat ·
Heeswijkerpoort ·
Heilig Levenstraat ·
Hofdijk ·
Hofstraat ·
Hoogstraat ·
Julianalaan ·
Keizerstraat ·
Lieve Vrouwegracht ·
Lindeboomsweg ·
Mannenhuisstraat ·
Mastwijkerdijk ·
Molenstraat ·
Om 't Hof · 
Om 't Wedde · 
Onder de Boompjes ·
Oude Boomgaard ·
Schoolstraat  ·
Slotlaan ·
Vrouwenhuisstraat ·
Waardsedijk ·
Waterpoort ·
Willeskopperpoort ·
IJsselplein ·
IJsselkade ·
IJsselveld